# George D. Wise

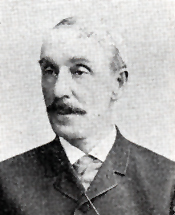
George D. Wise

George Douglas Wise (* 4. Juni 1831 im Accomack County, Virginia; † 4. Februar 1898 in Richmond, Virginia) war ein US-amerikanischer Politiker. Zwischen 1881 und 1895 vertrat er mehrfach den Bundesstaat Virginia im US-Repräsentantenhaus.

## Werdegang
George Wise war ein Cousin der Kongressabgeordneten John Sergeant Wise (1846–1913) und Richard Alsop Wise (1843–1900) sowie der Neffe von Gouverneur Henry A. Wise (1806–1876). Er wurde auf dem Familienanwesen Deep Creek im Accomack County geboren und studierte später an der Indiana University in Bloomington. Nach einem anschließenden Jurastudium am College of William & Mary in Williamsburg und seiner Zulassung als Rechtsanwalt begann er in Richmond in diesem Beruf zu arbeiten. Während des Bürgerkrieges war er Hauptmann im Heer der Konföderation. Seit 1870 fungierte er als Staatsanwalt in Richmond. Gleichzeitig schlug er als Mitglied der Demokratischen Partei eine politische Laufbahn ein.
Bei den Kongresswahlen des Jahres 1880 wurde Wise im dritten Wahlbezirk von Virginia in das US-Repräsentantenhaus in Washington, D.C. gewählt, wo er am 4. März 1881 die Nachfolge von Joseph E. Johnston antrat. Nach drei Wiederwahlen konnte er bis zum 3. März 1889 zunächst vier Legislaturperioden im Kongress absolvieren. Von 1885 bis 1887 leitete er den Handwerksausschuss. George Wise wurde auch im Jahr 1888 wiedergewählt und trat am 4. März 1889 eine weitere Amtszeit im Kongress an. Sein republikanischer Gegenkandidat Edmund Waddill legte aber gegen den Wahlausgang Widerspruch ein. Als diesem stattgegeben wurde, musste Wise sein Mandat am 12. April 1890 an Waddill abtreten, der die Legislaturperiode bis zum 3. März 1891 beendete.
Bei den Wahlen des Jahres 1890 wurde Wise erneut im dritten Distrikt seines Staates in den Kongress gewählt, wo er am 4. März 1891 Waddill wieder ablöste. Nach einer Wiederwahl konnte er bis zum 3. März 1895 im Repräsentantenhaus verbleiben. Während dieser Zeit stand er dem Ausschuss für Binnen- und Außenhandel vor. Nach dem Ende seiner Zeit im Kongress ist George Wise politisch nicht mehr in Erscheinung getreten. Er starb am 4. Februar 1898 in Richmond.